# 紹興師爺
紹興師爺，明代中葉至清代末造，從督撫到縣令，皆聘有師爺，清代的師爺多來自紹興府八縣，所以稱紹興師爺，形成了一個龐大的地域性「師爺幫」。
師爺，又稱幕賓、幕友，是輔佐官員的重要私人顧問，甚至師爺也因專長不同，各自辦專門之事。辦理財政、賦稅的師爺，稱為“錢榖師爺”。錢穀師爺的重要性，僅次於刑名師爺。起草奏疏的師爺稱為“折奏師爺”。專管書信的師爺稱為“書啟師爺”。

## 簡介
紹興地狹人稠，耕地貧乏，謀生不易，紹興人不得不大批外出工作，又因紹興人生性精细谨严、善于谋划，非常適合师爷一職。師爺又分數類，熟諳《大清律例》者，稱為“刑名師爺”，這類師爺最為吃香。胡林翼說：“《大清律》易遵，而例難盡悉。”，找尋律例就成為一門學問，時稱「找簽」，刑名師爺都諳熟例案，常可執例以壓制長官。雍正元年（1723年），雍正帝下诏“禁六部经承专用绍兴人”，理由是“山阴、会稽、萧山之人，专习钱谷刑名之学，盘踞天下大小衙门，相传已久，积弊渐多”。顧炎武感嘆說：“今奪百官之權，而一切歸之吏胥。是所謂百官者虛名，而柄國者吏胥而已。”
清廷镇压太平天国期間，紹興師爺因处事灵活，深谋远虑，曾国藩、李鸿章、左宗棠皆大量使用紹興師爺。而左宗棠本人亦曾为骆秉章幕中之宾。绍兴籍幕友龚萼形容當時紹興人從事師爺的盛況：“吾乡之业于斯者，不知凡几，高门大厦，不十稔而墟矣！”
師爺這個職業其實是競爭激烈，自小要拜師學藝，周恩来父亲还回到绍兴学作师爷。龔萼在《雪鴻軒尺牘》中說：“吾鄉之業於斯者，不啻萬家。”又说：“千人学幕，成者不过百人，百人就幕，入幕者不过数十人。”“至于就幕，则又有甚难者，一省只此百余十馆，而待聘者倍焉。”
清末，西方東漸，朝廷推行新政。光绪二十八年（1902年），清政府展開整顿官僚，相继裁撤了不少冗员，又有废八股、停科举之事，极大削弱了绍兴师爷在政坛上的地位和作用。辛亥革命後，紹興師爺徹底退出歷史舞台。